# Сож
Сож (д.-рус. Ръжю; д.-рус. Съжю) — річка в Білорусі, Росії та Україні, друга за величиною[джерело?] і повноводністю ліва притока Дніпра, одна з найчистіших річок Європи. У пониззі протягом 20 км — природний кордон між Україною і Білоруссю.
Бере початок на Смоленсько-Московській височині, в Смоленському районі Смоленської області, за 12 км на південь від Смоленська. На 236 км від витоку розташоване місто Крічев. Протікаючи територією двох областей Республіки Білорусь (Могильовської і Гомельської), перетинає геоморфологічні райони льодовикового походження.
У межах Кричевського району її ширина становить 0,15-0,3 км, при злитті із річкою Остер — 0,5 км, після злиття з Беседдю тече Білоруським Поліссям. Схили пологі і помірно круті, заввишки 15-25 метрів, розітнуті ярами, балками і долинами припливів. Правий схил переважно відкритий, розораний, лівий — лісистий. У оголеннях долини річки і її приток простежуються мергельно-крейдяні породи.
Ширина русла Сожу в нижній течії досягає 230 метрів, глибина — до 5-6 метрів, швидкість течії — інколи більше 1,5 метра в секунду. В Гомелі кожну секунду річка проносить близько 200 кубометрів води. Ця вода славиться високою мірою чистоти. Сож — одна з найчистіших річок в Європі.
Довжина судноплавної ділянки річки — 373 км. Раніше на Сожі діяла система шлюзів, але була зруйнована в часи німецько-радянської війни.
На річці розташовані такі міста: (вниз за течією): Кричев, Черіков, Славгород, Гомель.
Притоки: Березина, Чорна Натопа з Мертвицею (п), Белянка (п), Добрость (п), Волчас (п), Проня (п), Остер (л), Худобичка (л), Лобжанка (л), Іпуть, Удага, Сенна, Беседь (п), Терюха (л), Уть (л), Соженка (л), Чечора (п), Гамяюк.

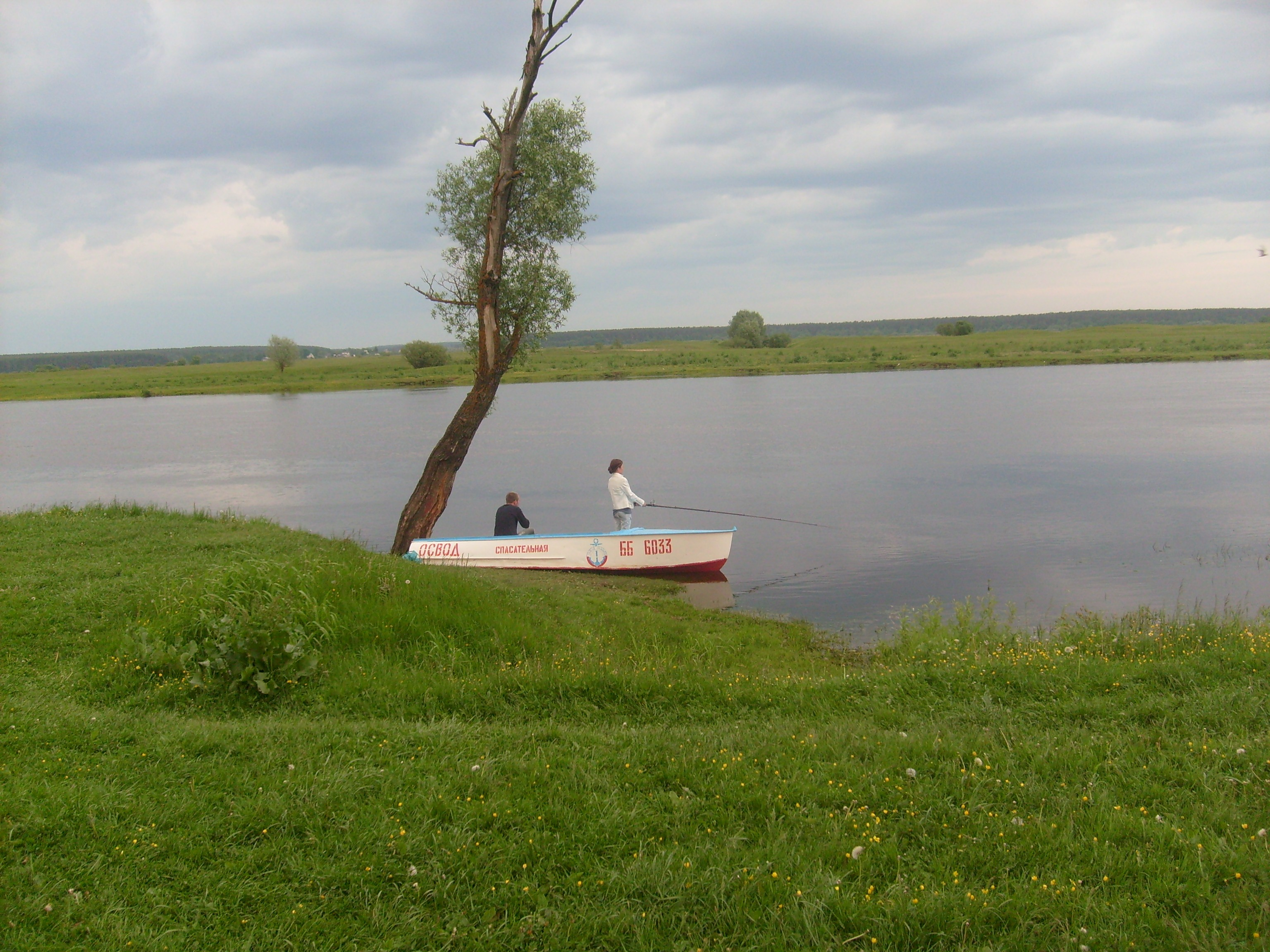
Сож в Кричеві

## Галерея

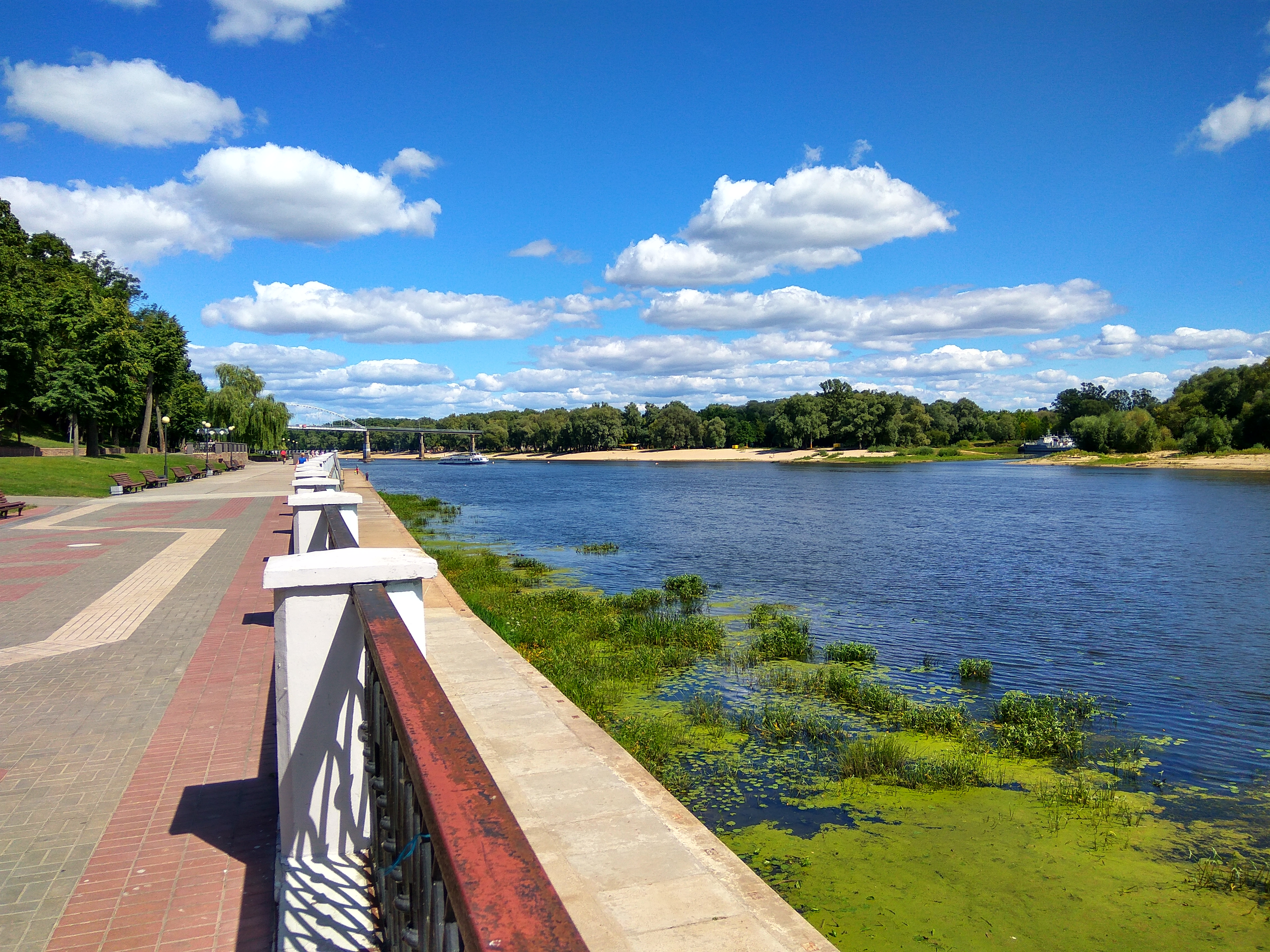
Сож у Гомелі